# 제8회 미쟝센 단편 영화제
제8회 미쟝센 단편 영화제는 2009년 6월 24일에 열린 시상식이다.

## 수상 및 후보

### 대상
- 남매의 집 - 조성희 수상

### 비정성시 최우수작품상
- 최악의 친구들 - 남궁선 수상

### 사랑에관한짧은필름 최우수작품상
- 거짓말 - 임오정 수상

### 절대악몽 최우수작품상
- 남매의 집 - 조성희 수상

### 희극지왕 최우수작품상
- 스탠드 업 - 박상현 수상

### 4만번의구타 최우수작품상
- 정서적 싸움 3 - 감성적 싸움 전초전 - 신재영 수상
- 정서적 싸움 3 - 감성적 싸움 전초전 - 김동후 수상

### 심사위원특별상
- 에어리언 블루스 - 김태엽 수상
- 먼지 아이 - 정유미 수상

### 심사위원 특별상 연기부문
- 거짓말 - 이채은 수상

### 베스트 오브 무빙 셀프 포트레이트
- 서울은 흐림 - 윤부희 수상
- 그의 이름은 트레버 - 김석환 수상

### 이두용 감독 특별상
- 습도 0% - 류근환 수상

### 미쟝센 촬영상
- 기후변화 - 이두훈 수상

### 미쟝센 미술상
- 남매의 집 - 이병준 수상
- 남매의 집 - 이병덕 수상

### 미래상
- 오르골 - 정다영 수상
- 오르골 - 이예은 수상
- 오르골 - 조예슬 수상

### 관객상
- 오늘은 내가 요리사 - 김의석 수상

### 비정성시 부문
- 거짓말 - 남연경
- 겨울이 온다 - 소봉섭
- 경적 - 임경동
- 단장의 능선 - 김완진
- 문 - 김정연
- 미드나잇 블루스 - 임나무
- 산책가 - 김영근
- 서울은 흐림 - 윤부희
- 아, 맨 - 이승희
- 아들의 여자 - 홍성훈
- 아침바라기 - 기민지 외3명
- 옥매트를 들어라 - 박근범
- 우유와 자장면 - 최형락
- 유랑시대 - 김보라
- 최악의 친구들 - 남궁선

### 사랑에 관한 짧은 필름 부문
- 6시간 - 문성혁
- 거짓말 - 임오정
- 고백 한 잔 - 윤성현
- 굿바이 도날드 - 김인영
- 기후변화 - 김혜지
- 오늘은 내가 요리사 - 김의석
- 죽기직전 그들 - 김영관
- 취향의 유전 - 김진영
- 하루 - 최력명
- 굿나잇 - 강동헌

### 희극지왕 부문
- 7인의 초인과 괴물 F - 박종영
- 나의 사랑스러운 4인치 그녀 - 심소연
- 버닝 스테이지 - 양선우
- 사진 속 그녀 - 윤혜렴
- 상견례 하는 날 - 양준호
- 에어리언 블루스 - 김태엽
- 월세와 보증금 - 김대웅
- 위대한 선수 - 유승조
- 잠복근무 - 이정욱
- 재구와 원봉이의 서울나들이 2 - 최재혁
- 스탠드 업 - 박상현

### 절대악몽 부문
- 남매의 집 - 조성희
- 먼지 아이 - 정유미
- 메탈 무비 - 박경균
- 미로아 - 황하나
- 사실은 있잖아 나한테 초능력이 있어 - 송광호
- 엄마의 휴가 - 김광복
- 예의바른 살인범과의 인터뷰 - 전병덕
- 오르골 - 이예은
- 그의 이름은 트레버 - 김석환
- K&J 운명 - 손정환 외1명
- 미싱 - 손승웅

### 4만번의 구타 부문
- 그냥 그 자리에 그대로 있어 - 이우석
- 닭둘기 사냥꾼 - 배현진
- 더 나쁜 범죄 - 김건
- 바람만 안 불면 괜찮은 공기 - 정재웅
- 습도 0% - 류근환
- 시합 - 이걸기
- 심야 택시 블루스 - 탁세웅
- 자비 살인 - 이체
- 전화번호가 필요해 - 김종훈
- 정서적 싸움 3 - 감성적 싸움 전초전 - 신재영 외1명

### 해외 초청작
- 아리스튜의 신발 - 루이스 레네 구에라
- 북으로 가는 길 - 카를로스 차하인
- 마리스 루카스의 마지막 여행 - 아투스 드 라빌리온 외1명
- 늦었어, 너무 늦었어 - 시라킨
- 심판 - 파울로 주카
- 시민 VS 케인 - 숀 세베리
- 성공 - 디데릭 에빙어
- 번커 - 마뉴엘 샤피라
- 가족적 장면 - 첸 취 쿠오

### 국내초청
- 바라만 본다 - 양익준
- 초대 - 유지태
- 유쾌한 도우미 - 구혜선
- 날아간 뻥튀기 - 방은진

### 야외상영
- 스톱 - 박재옥
- Mario N'Ette - 박재웅
- 해우소 - 최병환
- 아이 러브 스카이 - 임아론
- 수박 병아리 - 원종식
- 사랑은 단백질 - 연상호
- 무림일검의 사생활 - 장형윤
- 멍크 - 박진옥 외3명
- 외할머니와 레슬링 - 임형섭
- 안녕 아빠 - 남다정
- 내 남편을 구해라 - 류근환
- 가족경제학 - 이성래

### 프로그래머 스펙트럼1-Oh! My Job!!
- 분열 - 수소 엠베르논 외1명
- 붉은 피부의 마카담 - 아르노 말헬브
- 모스 - 재커리 델하지
- 더스트볼 하!하! - 세바스티앙 필로트
- 더 잡 - 조나단 브라우닝
- 기계들의 침묵 - 폴 칼로히
- 완전고용 - 토머스 오벨리스

### 프로그래머 스펙트럼2-[Private[私:사적인]-Up Close & Personal]
- 더 잡 - 데이비드 래머스
- 일층 오른쪽 집 남자 - 마를렌 쉬어트 라즈무슨
- 랄크 - 브론웬 파커-로디스
- 파운드 - 에반 버나드
- 헤어지는 법 - 레브 일마즈
- 내가 버스에서 앉는 법 - 레브 일마즈
- 알렉스와 함께하는 5초 - 알리 아바시
- 진주 귀걸이를 한 소녀 - 마거릿 란츠
- 절대 섹스 한 적이 없어요 - 로버트 케네디
- 노이즈 - 제랄드 반 더 캡
- 리틀 정키 - 젠스 아르엔센
- 레바논의 추억 - 지나 아불 호센
- 핸드폰 패밀리 - 아킴 데브 외1명
- 나는 피처럼 사랑한다 - 세라 제인 울라한
- 우리의 멋진 세컨드 라이프 - 쉘리 마틀릭
- 로스트 위다웃 유 - 피오나 맥기
- 삶을 캡처하다 - 마이크 피기스

### 특별전 - Special Thanks To 박광정
- 비명도시 - 김성수
- 팝라이프 - 홍성원
- 고철을 위하여 - 허진호

### 전년도 수상작
- 모퉁이의 남자 - 이진우
- 솔로 36분 - 박범수
- 적의 사과 - 이수진
- 무림일검의 사생활 - 장형윤
- 이웃 - 이도윤
- 도시에서 그녀가 피할 수 없는 것들 - 박지연
- 불온한 젊은 피 - 박미희
- 기린과 아프리카 - 김민숙
- 125 전승철 - 박정범
- 이제는 말할 수 있다 - 정승구